# بخش پینت (شهرستان هایلند، اوهایو)
بخش پینت (به انگلیسی: Paint Township) یک منطقهٔ مسکونی در ایالات متحده آمریکا است که در شهرستان هایلند، اوهایو واقع شده‌است.
 بخش پینت ۱۵۱٫۸ کیلومتر مربع مساحت و ۴٬۵۸۵ نفر جمعیت دارد و ۲۸۶ متر بالاتر از سطح دریا واقع شده‌است.